# Classe Foca (1913)
Foca, ou simplesmente F, foi a primeira classe naval de submarinos operados pela Marinha do Brasil. Era composta pelo F1, F3 e F5, submarinos projetados pelo engenheiro naval Cesare Laurenti e construídos em La Spezia, Itália. A classe fez parte do programa naval da marinha de 1906 para aquisição de navios de guerra com o intuito de modernizá-la. Os submarinos foram adquiridos para servirem como plataforma de treinamento e manutenção para as tripulações, com poucas ações navais no decorrer dos 19 anos em que estiveram ativos. A marinha incorporou a classe em 17 de julho de 1914 e, com isso, ampliou sua estrutura naval para abrigar essa nova arma como, por exemplo, a criação da primeira escola naval para submarinistas e a incorporação de navios destinados a dar suporte apenas aos submarinos.
A marinha brasileira encontrava-se defasada em um período em que o país desejava estar entre as potências mundiais da época. No início, a aquisição de meios submarinos foi deixada de lado, pois, o governo priorizava a incorporação de grandes navios de aço. Com a iniciativa de diversos oficiais no desenvolvimento interno de protótipos submersíveis e a inclusão dessa discussão na imprensa, o governo brasileiro passou a analisar também esse meio naval, com a primeira tentativa de aquisição em 1894, quando firmou-se um contrato com o engenheiro francês Claude Goubet, mas, o projeto não avançou. Foi somente em 1910 que o governo efetivamente encomendou seus submarinos aos italianos do estaleiro Fiat-Sant Giorgio. Os três submarinos serviram basicamente na costa carioca, com um único registro de atuação fora dessa área, que foi uma visita ao porto de Santos em 1914.
Durante a Primeira Guerra Mundial, os submarinos contribuíram na vigilância do porto do Rio de Janeiro. A partir desse período, a classe participou de eventos relacionados ao Prêmio Independência, premiação entregue pela marinha para os navios que tivessem o maior acerto de alvos com torpedos, e sagrou-se campeã em diversas vezes. Durante as comissões de treinamento, houve episódios de incidentes, alguns mais graves que outros, que levaram os submarinos ao fundo da Baía de Guanabara. Em certa ocasião, o F5 tivera um rompimento na válvula de recebimento de ar que fez com que o submarino mergulhasse sem controle diversas vezes, obrigando a tripulação a realizar uma manobra que, se não realizada corretamente, era potencialmente fatal.
A classe Foca permitiu o Brasil desenvolver a noção de guerra submarina, que ficou evidenciado pelas constantes aquisições desses meios navais ao longo da história naval do país. Foram mais de 20 submarinos comissionados após os Foca, com os mais recentes sendo comissionados no final da década de 2010 e início da década de 2020. No século XXI, o meio submarino é o setor em que a Marinha do Brasil mais investe dentre todos os departamentos sob sua jurisdição.

## História

### Antecedentes
No final do século XIX, a Marinha do Brasil encontrava-se defasada, com navios velhos e em mau-estado de conservação. Durante o governo de Campos Salles, o Brasil, com uma população rural e economia agrária, começou a crescer economicamente, devido aos bons preços do mercado do café e da borracha e o aumento de sua exportação. Naquela época, o país tinha uma grande parcela de população humilde economicamente, porém a elite teve acesso às inovações tecnológicas que havia na Europa. Foi nesse período que o Brasil almejou se tornar parte do seleto grupo de nações ditas modernas.
No meio naval, era quase consenso que as melhores marinhas detinham os mais poderosos encouraçados de aço. Os jovens da elite que estudavam na Europa trouxeram ao Brasil esse mesmo entendimento, que passou a influenciar o comando naval do país. Os meios submersíveis foram deixados de lado no plano nacional de reaparelhamento da armada brasileira. Ainda assim, houve oficiais que defenderam de maneira contundente a aquisição e o desenvolvimento de submarinos, pois enxergavam o grande potencial que esse meio naval oferecia, uma visão que já estava presente nas principais marinhas do mundo.

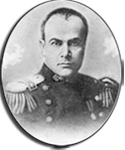
Felinto Perry, um dos primeiros incentivadores da inclusão dos submersíveis na Marinha do Brasil

O oficial da marinha Tenente Felinto Perry, em 1891, iniciou uma campanha de promoção dos meios submersíveis no país. Seus escritos na imprensa promoveram o debate no meio naval sobre a inclusão deste tipo de embarcação no plano de reaparelhamento. O alto comando da marinha e também os políticos passaram a analisar essa demanda. A primeira movimentação oficial em prol da aquisição de submarinos ocorreu em 1894, quando o governo brasileiro firmou um contrato com o engenheiro francês Claude Goubet para a construção de um submarino de 8 metros de comprimento que seria guarnecido por tripulações oriundas do encouraçado Riachuelo, que se encontrava na França, naquela época, para modernização, porém a construção ficou apenas no plano, devido ao não cumprimento do contrato por parte do engenheiro.
Alguns oficiais brasileiros começaram a desenvolver seus próprios projetos como, por exemplo, o modelo de submarino do Oficial-de-Marinha Luís Jacinto Gomes. O projeto levou cerca de 20 anos para ser desenvolvido e, após testes com sucesso em 1901, a marinha decidiu produzi-lo no Arsenal de Marinha do Rio de Janeiro, mas devido à falta de verbas, a construção não avançou. Luís de Mello Marques, ex-oficial, projetou um submarino modificado baseado no submersível norte-americano da classe Holland. O projeto mais promissor foi o do Tenente Engenheiro Naval Emílio Júlio Hess que construiu, em 1905, um modelo com a inovadora Caldeira Hess, uma tecnologia para motor a vapor que unificava os modos de navegação em superfície e em imersão. Este projeto foi o que melhor demonstrava como o submarino poderia ser utilizado como uma arma de guerra. Assim como seus predecessores, o plano não foi concluído.
Finalmente, a partir de 1904, a Marinha do Brasil decidiu lançar um amplo programa de modernização de sua frota. Foram elaborados projetos para a aquisição de grandes navios de guerra que tornaria o país em uma potência naval. O plano de 1906, encabeçado pelo almirante Alexandrino Faria de Alencar, foi responsável pela aquisição de dois encouraçados do tipo Dreadnought, dois cruzadores, dez contratorpedeiros e alguns outros navios menores. O plano também incluiu a compra de três submarinos encomendados da Itália que seriam os primeiros a operarem no país. No Brasil, os submersíveis foram chamados de F1, F3 e F5, formando a classe Foca.

### Construção

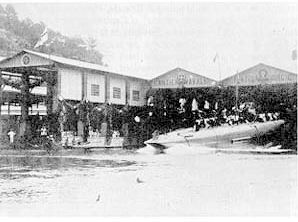
Lançamento do F1 em 1913

A classe Foca foi desenvolvida pelo engenheiro naval italiano Cesare Laurenti, que também foi o criador do primeiro submarino da Itália, Delfino. Originalmente, previa-se a construção de submarinos apenas para o Brasil, que os havia encomendado em 1910. As embarcações foram construídas nos estaleiros Fiat-Sant Giorgio, em La Sapezia, e eram uma versão melhorada do submarino italiano Medusa, com modificações na torre de comando e melhorias para submersão mais rápida. Era uma versão para exportação com a nomenclatura F para designá-los. Começaram a serem entregues ao Brasil a partir de 1913. O F1 teve a quilha batida em 23 de março e lançado ao mar em 11 de junho, com o submarino sendo recebido pelo Brasil em 11 de dezembro. O F3 teve a quilha batida em 1 de junho de 1912 e lançado ao mar em 9 de novembro de 1913, sendo recebido em 16 de março de 1914. O F5 foi lançado ao mar em 4 de janeiro de 1914, com o submarino recebido em 6 de junho. Todos os submersíveis brasileiros foram comissionados em 17 de julho de 1914.
Devido ao início da Primeira Guerra Mundial, o governo italiano decidiu adquirir novos submarinos e aproveitou os já desenvolvidos submarinos Foca. Foram construídos os submarinos F1 à F20 nos estaleiros Fiat e Orlando entre 1916 e 1917. Portugal adquiriu três submarinos, também denominados nessa armada de Foca: Foca, Golfinho e Hidra, ambos construídos em 1917. Por último, a Espanha comprou outros três submarinos, também em 1917: Narciso Monturiol, Cosme Garcia e A3.

### Características

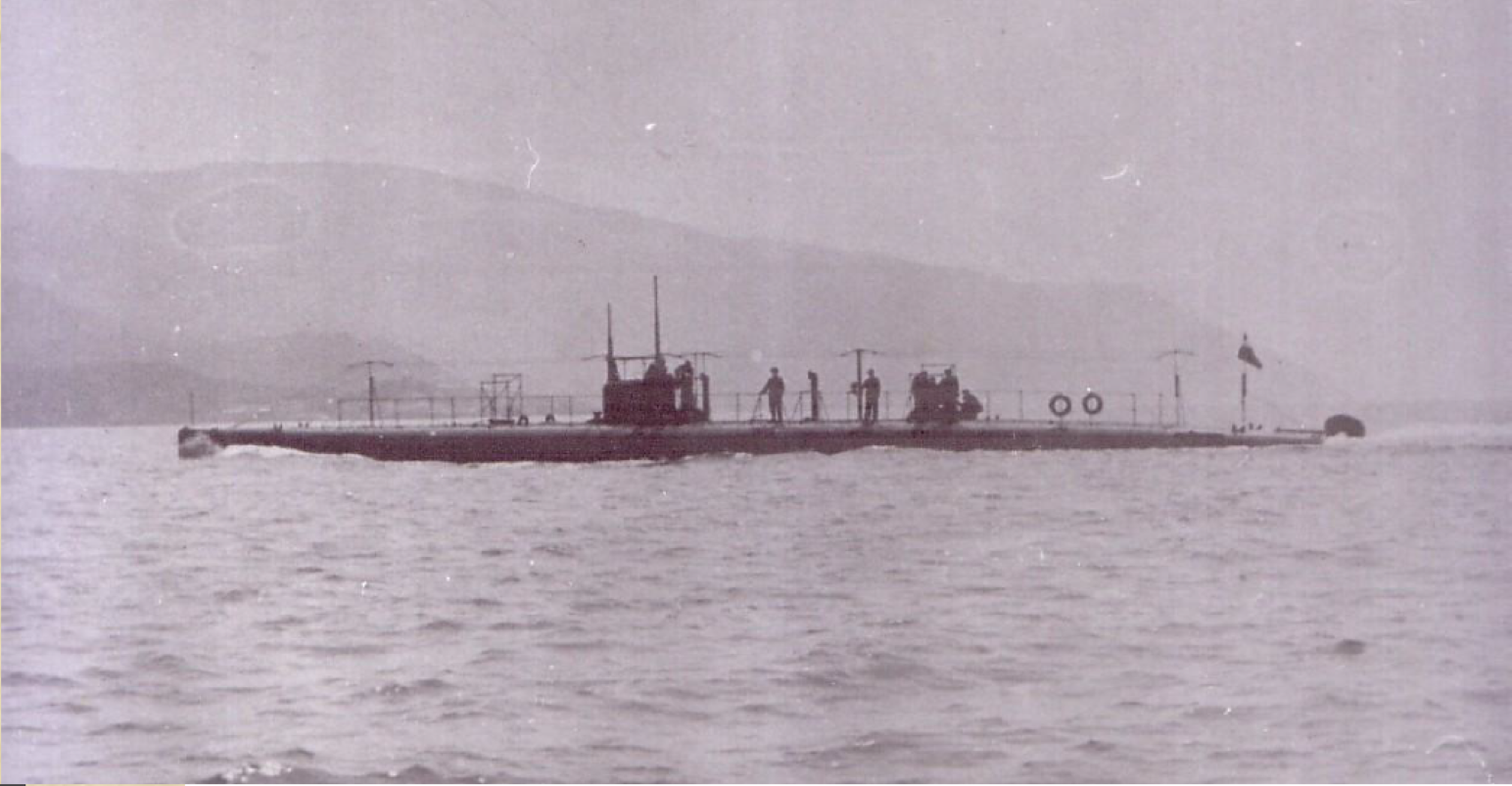
Submarino F1 em data desconhecida

Os submarinos brasileiros mediam 45,15 metros de comprimento; tinham 4,20 metros de boca; 3 metros de calado; 250 a 370 toneladas de deslocamento; 14,8 nós em superfície e 9 nós em imersão; altura de borda-livre de 1,15 metro; raio de ação de 1 685 milhas a 8,5 nós em superfície; cem milhas a 4,5 nós em imersão; profundidade de teste de 40 metros, com tripulação de 23 homens, sendo dois oficiais. O meio ofensivo era constituído por dois tubos de torpedos de 450 milímetros, localizados à proa. Tinham dois periscópios recolhíveis de um metro. Seu sistema de propulsão era do tipo alternativo. Eram dois motores diesel de 350 HP cada, dois motores elétricos de 260 HP cada e baterias com 240 elementos de dois mil ampères de capacidade e com taxa de descarga para dez horas. A direção era controlada manualmente, composta por um leme duplo vertical e dois lemes horizontais.
Eram dotados de, segundo o extrato histórico dos submarinos do acervo da Diretoria do Patrimônio Histórico e Documentação da Marinha, "quilha de lastros de chumbo e bolina, quatro tanques de lastro de 46 toneladas cada, tanque de compensação de 4,8 toneladas, dois tanques de trimagem de 0,8 toneladas cada, dois tanques de óleo combustível, internos ao de óleo combustível líquido de 11 toneladas, dois tanques de óleo lubrificante de 0,98 toneladas cada, tanque de compensação de torpedos de 1,8 toneladas e dois tanques de compensação de torpedos de reserva de 0,65 toneladas cada." O sistema radiotelegráfico, do tipo Marconi, do submarino era composto de sino pneumático transmissor e quatro fones receptores, com potência de 0,2 quilowatt e um alcance máximo de 30 milhas.

### Serviço

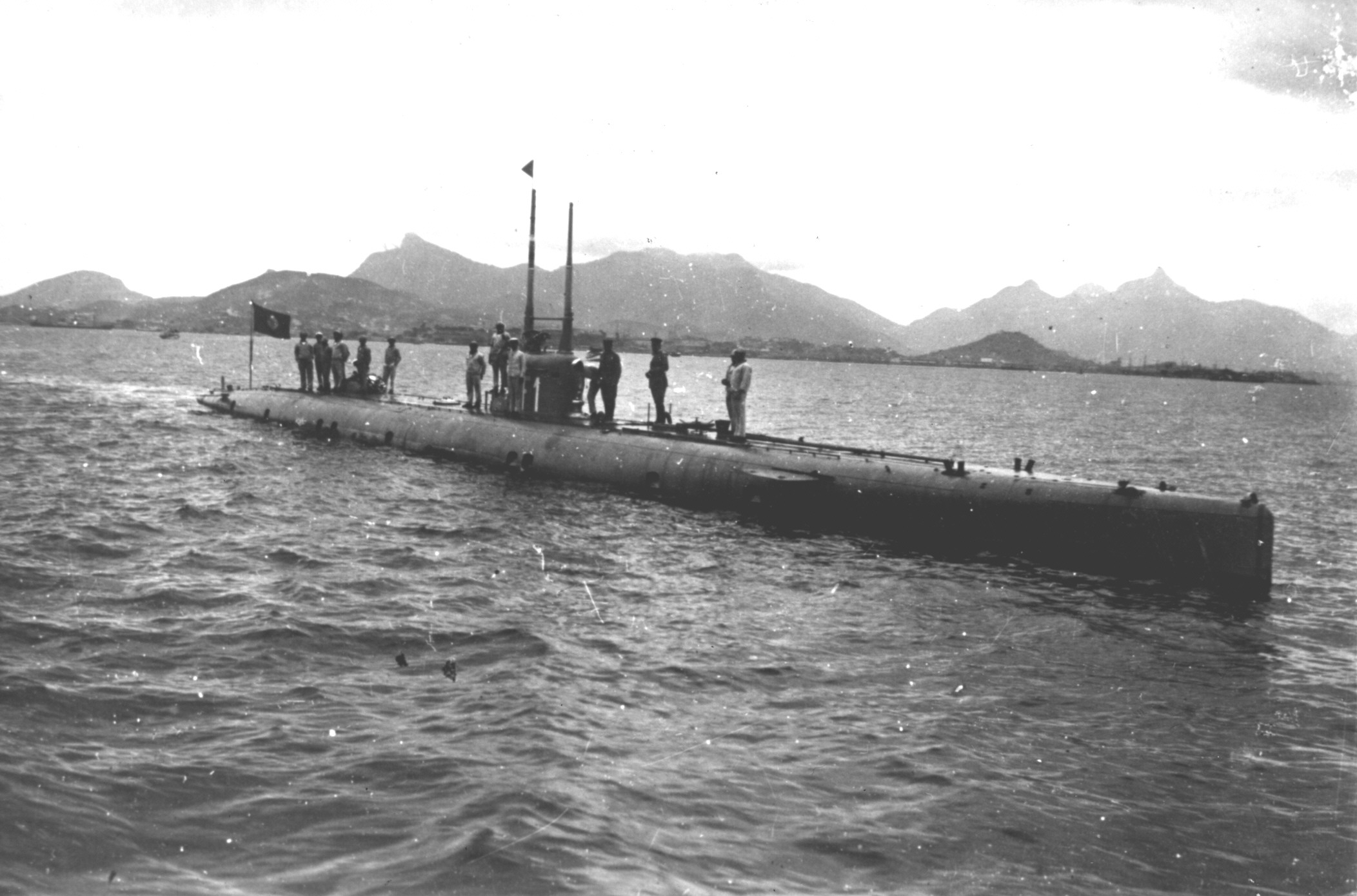
F1 em data desconhecida

Os submarinos F1, F3 e F5 começaram a chegar ao país em 1914, sendo comissionados em 17 de julho daquele ano. As embarcações ficaram subordinadas ao comando de Felinto Perry, que havia pessoalmente fiscalizado a construção delas. Foi nesse dia 17 de julho a data da criação da Flotilha de Submersíveis, composta pela classe Foca e subordinada ao Comando da Defesa Móvel, com sede na Ilha de Mocanguê em Niterói. Basicamente, os serviços dos submarinos Foca foram na aprendizagem do manuseio e manutenção das embarcações por parte de seus tripulantes, com as comissões se restringindo à Baía de Guanabara, Baia da Ilha Grande, e nas áreas de Cabo Frio e São Sebastião, sempre com o apoio de navios de superfície. Até onde se sabe, o único porto fora dessa região de atuação em que a classe esteve foi a visita ao porto de Santos. Ainda em 1914, foi criado o Prêmio Independência (predecessora das operações TORPEDEX e ECHO), de autoria do Capitão-tenente Alberto Lemos Basto, que premiava embarcações que tivessem o maior número de acerto de torpedos em uma prova, com classe sendo agraciado com alguns também.
No ano seguinte, em 1915, formou-se a primeira turma de Oficiais Submarinistas do país. Dois anos depois, a Flotilha de Submersíveis contou com o apoio do navio tênder Ceará, que ofereceu suporte móvel para reparos, manutenção, fornecimento de torpedos, energia elétrica, ar comprimido, combustível, água doce e destilada, sobressalentes e alojamento quando de sua atuação. Foi o único navio da marinha que permitia a docagem de um submarino F para testes e reparos, entretanto paradoxalmente, não há registros de que isso alguma vez ocorrera em todo período de atividade da classe. Por ocasião da Primeira Guerra Mundial, os submersíveis passaram a vigiar e patrulhar a costa do Rio de Janeiro, com o único incidente sendo o quase abalroamento do F1 contra o vapor mercante Gurupy.

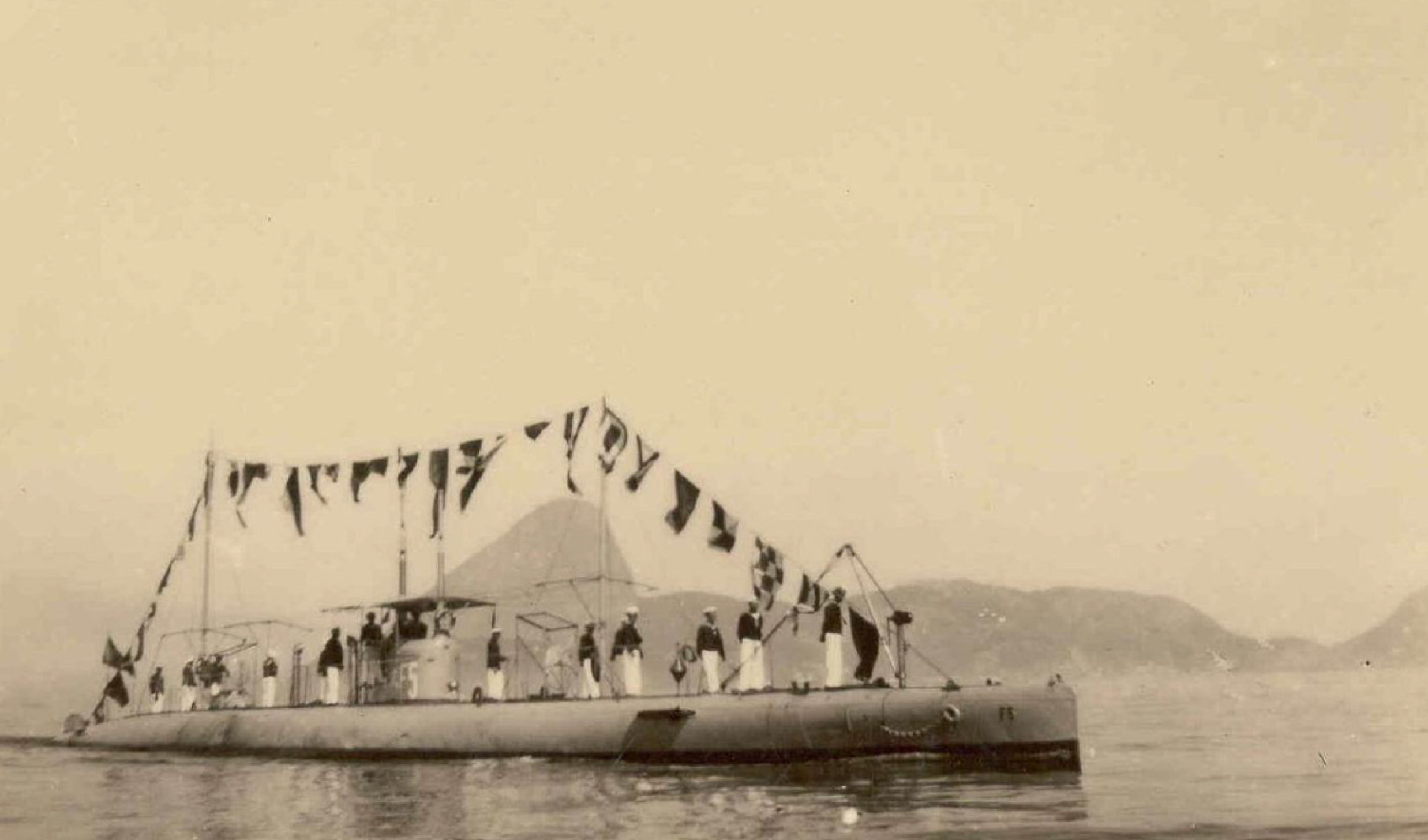
Submarino F5 em data desconhecida

Entre 1917 e 1928, os submarinos atuaram de maneira regular em suas comissões, obtendo o Prêmio Independência em 1917, 1918 e 1922. Neste último ano, o F3, em treinamento para disputar o prêmio, sofreu um incidente de estabilidade horizontal, sem danos para a tripulação. No ano seguinte, o F5 sofreu um sério acidente de imersão, quando a válvula de esgoto apresentou um vazamento, fazendo com que água salgada inundasse um de seus compartimentos, levando o submersível ao fundo da baía de Guanabara e permanecendo lá por um tempo a 23 metros de profundidade. A tripulação conseguiu retornar à superfície logo em seguida. Em 1924, o F5 esteve entre as embarcações destacadas pelo governo brasileiro para atacar o rebelado encouraçado São Paulo, fazendo três imersões e estando em prontidão de combate, mas não houve registros de disparos contra o navio. Em 1928, alterou-se o nome da flotilha para Flotilha de Submarinos. No ano seguinte, foi incorporado à flotilha o Submarino de Esquadra Humaytá, também construído na Itália.
No mês de abril de 1933, ocorreu um incidente com o F1. Após ter navegado submerso por duas horas na Baía de Guanabara, a dez metros de profundidade, o comandante do submarino Capitão-tenente Mattoso Maia ordenou a emersão do próprio, que chegou a dois metros antes da superfície. Contudo, o submarino não concluiu a manobra e voltou a descer, se estabilizando a dez metros novamente. Apesar de todas as tentativas de emergir, a embarcação repetiu a mesma manobra outras duas vezes, subindo a dois metros antes de retornar a dez metros da superfície. Cogitou-se a ideia de alguma ruptura de encanamentos ou má vedação na válvula de recebimento de ar para manobra de emergir, que provou-se ser certeira quando analisado após o episódio. A tripulação decidiu abandonar as bombas elétricas de esgoto, ato perigoso na situação em que estavam uma vez que qualquer avaria no procedimento resultaria em um acidente fatal, e conseguiu fazer com que o submarino emergisse com segurança para superfície. Nesse mesmo ano, foi expedido o Aviso Ministerial n.º 4.232, de 18 de novembro, ordenando a baixa de serviço dos três submersíveis, concluído com a mostra de desarmamento e desfile da tripulação em continência em 30 de dezembro. Os cascos do submarinos serviram de alicerce para os pilares da Ponte dos Escaleres da Escola Naval na Ilha de Villegagnon, no Rio de Janeiro.

## Legado

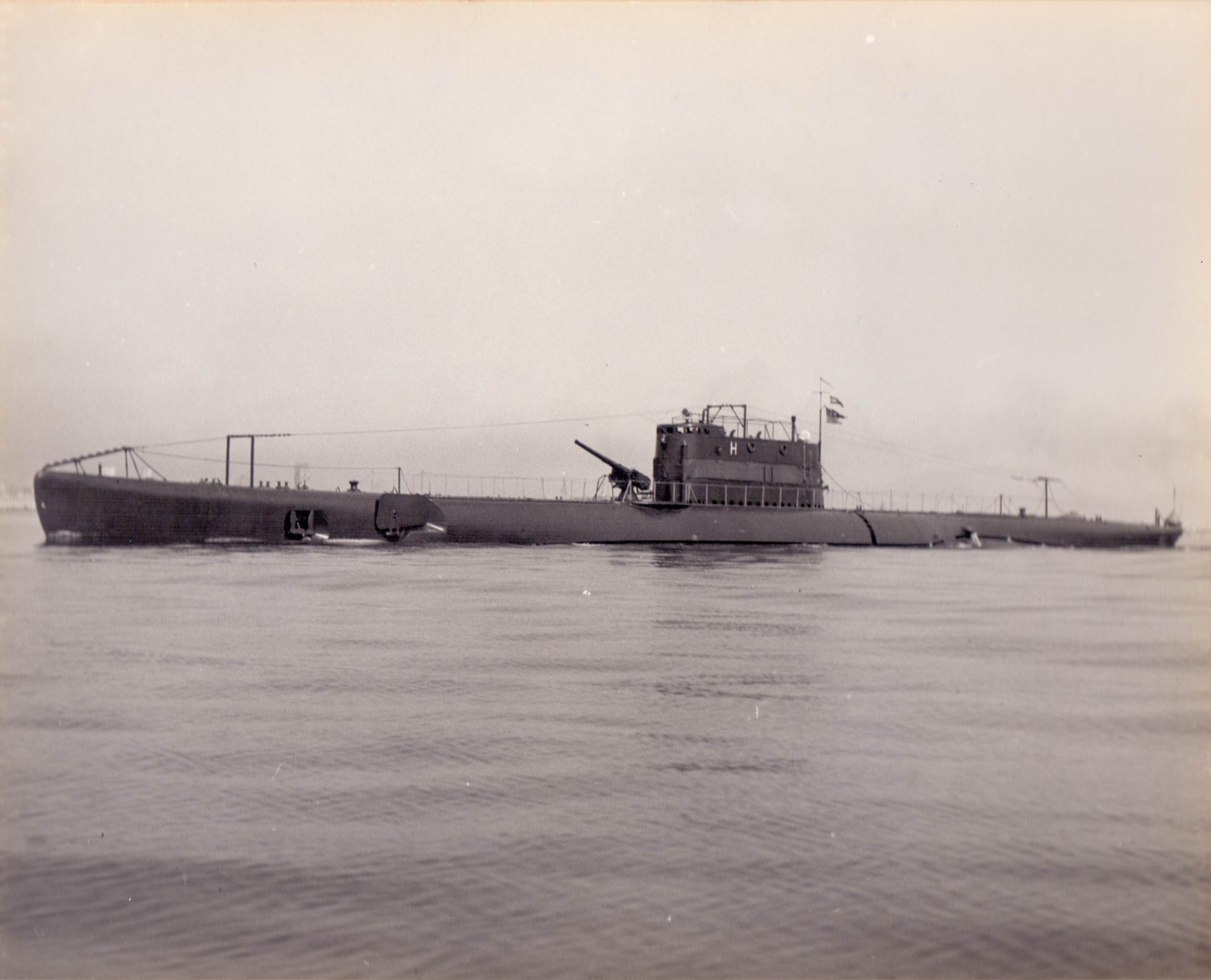
S Humaytá (H)

A incorporação dos submarinos F1, F3 e F5 deram início à carreira submarinista no país. Apesar de modestos, esses submarinos permitiram a aprendizagem e técnicas de funcionamento e condução que iriam pautar o treinamento de futuros submarinistas. A data de incorporação dessas embarcações, 17 de julho, foi escolhida para ser celebrada o Dia do Submarinista na Marinha do Brasil. A aquisição da classe Foca foi a porta de entrada para que o país entrasse no grupo de nações que enxergavam o potencial militar dos submarinos, que provou ser correta dado ao sucesso das ações dos submarinos alemães nas duas grandes guerras mundiais. Além disso, a chegada dos primeiros submersíveis promoveu uma ampla mudança na estruturação naval brasileira. Em 1915, foi construída a primeira escola naval para oficiais submarinistas, sendo instruídos pelos próprios comandantes dos submarinos F. No ano seguinte, surgiu a Base de Submersíveis permanente, que substituiu a base móvel. A própria construção desses submersíveis esteve sob acompanhamento de engenheiros do país. Paralelo à instrução dos escolares sobre as técnicas para o manuseio da embarcação, a chegada dos submarinos promoveu o desenvolvimento também do mergulho, com o primeiro curso de escafandrista realizado em 1914.

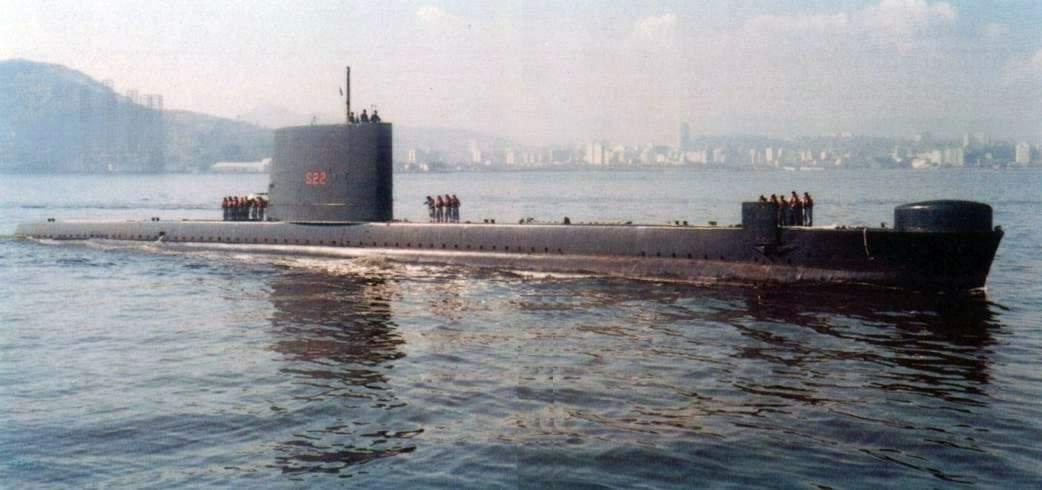
S Riachuelo (S-22) da classe Humaitá

Após alguns anos da incorporação dos três submarinos, o país iniciou um novo programa de aquisições desse meio naval, iniciando em 1929 com compra de outro submarino italiano, o S Humaytá, um submarino muito maior, considerado grande para os padrões da época, que operou na Marinha do Brasil até 1950. Seguiu-se a aquisição dos submarinos da classe Perla, também italianos, que no Brasil foram chamados de Classe T: Tupy, Tymbira e Tamoyo. Esses submarinos tiveram atuação intensa na Segunda Guerra Mundial no adestramento de escoltas a comboios e de tática antissubmarino para unidades de superfície e aeronaves. Em 1955, foi incorporado à Flotilha de Submarinos a corveta Imperial Marinheiro para substituir o já ultrapassado tênder Ceará no salvamento de submarinos. Em 1957, foram incorporados os submarinos Humaitá (S-14)  e Riachuelo (S-15), que operaram na marinha dos Estados Unidos na Segunda Guerra Mundial, e, em 1963, o Rio Grande do Sul (S-11) e o Bahia (S-12), também norte-americanos. Nesse ano, a flotilha passou a ser denominada Força de Submarinos. A partir da década de 1970, a Força de Submarinos passou a constar com os submarinos da classe Guanabara, também oriundos da frota norte-americana e, por fim, a classe Humaitá de submarinos comprados do Reino Unido.

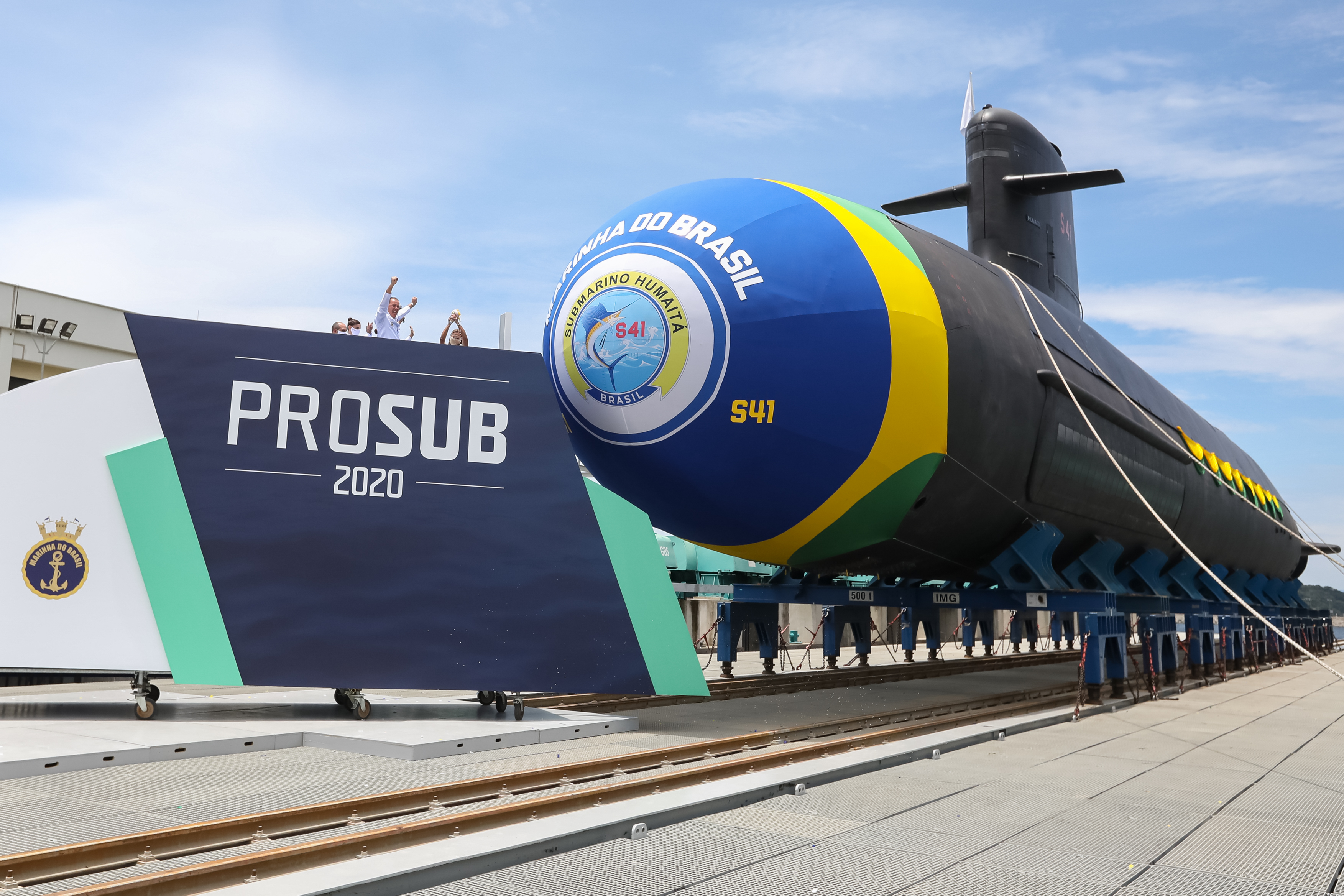
S Humaitá (S-41), o mais novo submarino operado pela Marinha do Brasil

No início da década de 1980, o Brasil lançou um programa para construção de submarinos em território nacional, inaugurado pela classe Tupi, resultado de um contrato firmado com o consórcio alemão Ferrostaal/HDW, que possibilitou a construção nacional de submarinos com base na classe IKL-209-1400. Em 2006, o Brasil construiu o S Tikuna (S-34), também com base nessa classe. Por fim, surgiu em 2008 o Programa de Desenvolvimento de Submarinos da Marinha do Brasil, com a finalidade de proteger a costa brasileira, a Amazônia Azul e os potenciais recursos dela. Desse programa, serão lançados quatro submarinos convencionais, S Riachuelo (S-40), S Humaitá (S-41), S Tonelero (S-42) e S Angostura (S-43), baseados na francesa classe Scorpène e um nuclear, SN Álvaro Alberto (SN-10), o primeiro desse tipo a ser operado no país. Os submarinos Foca, apesar de terem uma capacidade limitada, e que, à época, desagradara o almirante Alexandrino de Alencar, foram responsáveis por introduzirem a noção de guerra submarina na Marinha do Brasil, que ficou evidenciada pela constante aquisição de submarinos depois da incorporação dos F, e que por isso, no século XXI, é a área que recebe a maior parte dos recursos da instituição.

### Artigos
- Araújo, Johny Santana de (2005). «A construção do Poder Naval brasileiro no início do século XX: dos programas navais à grande guerra (1904-1917)» (PDF). Rio de Janeiro. Navigator. 1 (2). ISSN 0100-1248. Cópia arquivada (PDF) em 14 de novembro de 2021
- Bento, Carlos Norberto Stumpf (2015). «As Campanhas Submarinas Alemã e Norte-Americana na Segunda Guerra Mundial» (PDF). Revista de Villegagnon. ISSN 1981-3589
- Fernandes, Marisa (2016). «A Arma Submarina na Estratégia Alemã na Primeira Guerra Mundial» (PDF). Nação e Defesa (145). ISSN 0870-757X
- Filho, João Roberto Martins (16 de junho de 2008) [2007]. «Navios da discórdia». Revista de História da Biblioteca Nacional (12). ISSN 1808-4001. Cópia arquivada em 9 de agosto de 2016
- Marinha do Brasil-a. «Ceará Tender de Submersíveis» (PDF). Marinha do Brasil. Diretoria do Patrimônio Histórico e Documentação da Marinha
- Marinha do Brasil-b. «Encouraçado Riachuelo» (PDF). Marinha do Brasil. Diretoria do Patrimônio Histórico e Documentação da Marinha
- Marinha do Brasil-c. «F1 Submarino» (PDF). Marinha do Brasil. Diretoria do Patrimônio Histórico e Documentação da Marinha
- Pereira, Eudes de Almeida (2008). «Os Primeiros Submarinos» (PDF). Revista de Villegagnon. ISSN 1981-3589

### Livros
- Brasil, Marinha do (2014). 100 anos Força de Submarinos. Rio de Janeiro: Fundação Getúlio Vargas. ISBN 978-85-64878-21-1
- Filho, João Roberto Martins (2010). A Marinha brasileira na era dos encouraçados, 1895-1910. Rio de Janeiro: Fundação Getúlio Vargas. 224 páginas. ISBN 978-85-225-0803-7
- Fontenoy, Paul E. (2007). Submarines: An Illustrated History of Their Impact. Santa Barbara, Calif.: ABC-CLIO. ISBN 1851095632. OCLC 123967432
- Gardiner, Robert; Gray, Randal (1985). Conway's All the world's fighting ships, 1906-1921. Annapolis, Md.: Naval Institute Press. ISBN 0-87021-907-3

### Online
- DefesaTV, Redação (17 de julho de 2019). «Dia do Submarinista da Marinha do Brasil». DEFESA TV. Consultado em 26 de julho de 2021. Cópia arquivada em 26 de julho de 2021
- Galante, Alexandre (5 de agosto de 2017). «Os 100 anos da Força de Submarinos e o Prosub». Poder Naval - A informação naval comentada e discutida. Consultado em 29 de julho de 2021
- marinha.mil-a. «O PROSUB | PROSUB». www.marinha.mil.br. Consultado em 29 de julho de 2021
- marinha.mil-b. «Finalidade | Submarinos Convencionais». www.marinha.mil.br. Consultado em 29 de julho de 2021
- marinha.mil-c. «Finalidade | Submarino Nuclear». www.marinha.mil.br. Consultado em 29 de julho de 2021
- marinha.mil-d. «A Ideia do Submarino na Marinha do Brasil». www.marinha.mil.br. Consultado em 24 de julho de 2021
- Navios de Guerra do Brasil-a. «NGB - Submarino F 1». www.naval.com.br. Consultado em 25 de julho de 2021
- Navios de Guerra do Brasil-b. «NGB - Submarino F 3». www.naval.com.br. Consultado em 25 de julho de 2021
- Navios de Guerra do Brasil-c. «NGB - Submarino F 5». www.naval.com.br. Consultado em 25 de julho de 2021
- Navios de Guerra Brasileiros-d. «NGB - Submarino de Esquadra Humaytá». www.naval.com.br. Consultado em 29 de julho de 2021
- Portal Terra. «Submarinos do Brasil: frota brasileira, novos modelos, submarino nuclear e mais». Terra. Consultado em 29 de julho de 2021
- Wiltgen, Guilherme (12 de julho de 2021). «Comando da Força de Submarinos completa 107 anos». Defesa Aérea & Naval. Consultado em 25 de julho de 2021